# Utricularia olivacea
Utricularia olivacea este o specie de plante carnivore din genul Utricularia, familia Lentibulariaceae, ordinul Lamiales, descrisă de John Wright și August Heinrich Rudolf Grisebach. Conform Catalogue of Life specia Utricularia olivacea nu are subspecii cunoscute.